# Cefetamet
Cefetamet là một loại kháng sinh cephalosporin.